# Sonic Rumble
Sonic Rumble ist ein Battle-Royale-Jump-’n’-Run-Computerspiel des Videospieluniversums Sonic the Hedgehog, das vom Sonic Team sowie Rovio Entertainment entwickelt und von Sega für PC via Steam, iOS und Android abhängig von der Region veröffentlicht wurde oder veröffentlicht werden soll.
Bei Sonic Rumble handelt es sich um ein Battle-Royale-Jump-’n’-Run-Computerspiel, welches Vorreitern des Genres wie Fall Guys ähnelt, nur mit Charakteren, Orten und Gegenständen aus dem Sonic-Universum. Bis zu 32 Spieler treten online in verschiedenen Disziplinen gegeneinander an und in jeder Runde scheiden Spieler aus, bis nur noch der Sieger übrig bleibt.
Nachdem Sonic Rumble im Mai 2024 erstmals angekündigt wurde, fand vom 24. bis 26. Mai 2024 ein erster Closed-Beta-Test statt. Nach der Veröffentlichung auf den Philippinen am 20. August 2024 sowie in Peru und Kolumbien am 26. August 2024 folgte der erste Pre-Launch in acht weiteren Ländern am 12. September 2024, der Pre-Launch 2 fügte am 11. Oktober 2024 noch 33 weitere Länder hinzu, bevor im Winter 2024/2025 der globale Release erfolgen soll.

## Gameplay
In Sonic Rumble übernimmt der Spieler die Kontrolle über einen Charakter aus dem Sonic-Universum seiner Wahl und tritt in Arenen oder Parcours gegen andere, in der Regel echte Online-Gegenspieler, in abwechselnden Minispielen an. In der Regel werden einem die Gegenspieler zufällig zugelost, es können jedoch auch Online-Lobbys eröffnet werden, um gezielt mit Freunden zu spielen, oder gegen Computergegner. Während in der ersten Runde insgesamt 32 Spieler teilnehmen, wird die Teilnahme nach den Spielen zunächst halbiert, je nachdem welche Spieler am schlechtesten abschneiden. So sind es in der zweiten Runde noch 16 und in der finalen, dritten Runde noch acht Spieler, welche im letzten Minispiel den Sieger ermitteln.
- 1. Runde: Rennen: Ein Rennen, in dem die 32 Spieler durch einen Parcours laufen und springen. Die ersten 16 Spieler am Ziel kommen in die nächste Runde, die anderen scheiden aus.
- 2. Runde: Überleben: Ein Wettbewerb, bei dem 16 Spieler so lange wie möglich versuchen, im Spiel zu bleiben. Sobald acht Spieler ausgeschieden sind, kommen die acht überlebenden Spieler in die nächste Runde.
- 2. Runde: Jagd: Die 16 Spieler müssen im Zeitlimit möglichst viele Punkte erhalten. Die acht Spieler mit den meisten Punkten nach Ablauf der Punkt kommen in die nächste Runde, die anderen scheiden aus.
- 2. Runde: Team Battle: Acht Spieler tun sich bei einem Bosskampf zusammen und kämpfen gegen einen gemeinsamen Feind, beispielsweise einem Death Egg Robot. Das bessere Team kommt in die nächste Runde, das andere Team scheidet aus.
- 3. Runde: Ring Battle: Auf den Arenen sind die serientypischen, goldenen Ringe verteilt, welche von den acht Spielern eingesammelt werden können. Nach Ablauf ist der Spieler mit den meisten Ringen der Sieger.

Für die finale Releaseversion werden noch weitere Minispiele erwartet. Zu den auswählbaren Charakteren gehören Sonic the Hedgehog, Miles Tails Prower, Knuckles the Echidna, Amy Rose, Dr. Eggman, Shadow the Hedgehog, Rouge the Bat, Big the Cat, Cream the Rabbit, Silver the Hedgehog, Blaze the Cat, Vector the Crocodile, Espio the Chameleon, Charmy Bee, Jet the Hawk, Metal Sonic, Zavok und der Avatar aus Sonic Forces (2017). Für eine Pre-Registration erhält man zu Release zudem auch Movie Sonic, Garnet Knuckles und Crystal Chao, es können als noch weitere Charaktere und Skins im Laufe des Zeit via Updates erwartet werden.

## Entwicklung und Veröffentlichung
Nachdem Sega das finnische Entwicklerstudio Rovio Entertainment, welches primär für die Angry-Birds-Spieleserie verantwortlich war, aufgekauft wurde, stellt Sonic Rumble das erste Spiel dieser Zusammenarbeit dar. Bereits im März 2024 wurde das Spiel geleaked und in Social Media wurden Videos davon verbreitet. Der Entwicklungstitel lautete ursprünglich Sonic Toys Party, ehe der Name auf Sonic Rumble geändert wurde.
Die erste, offizielle Vorstellung des Spiels erfolgt in einem Trailer am 8. Mai 2024. Vom 24. bis 26. Mai 2024 fand exklusiv in den USA ein erster Closed-Beta-Test statt. Nach der Veröffentlichung auf den Philippinen am 20. August 2024 sowie in Peru und Kolumbien am 26. August 2024 wurde im Rahmen des Pre-Launch 1 Sonic Rumble am 12. September 2024 in Finnland, Schweden, Norwegen, Dänemark, Belgien, den Niederlanden, Luxemburg, Brasilien, Kolumbien, Peru und auf den Philippinen veröffentlicht. Am 11. Oktober 2024 folgte mit dem Pre-Launch 2 die Veröffentlichungen in den Ländern Algerien, Argentinien, Australien, Aserbaidschan, Bolivien, Bulgarien, Kanada, Chile, Kroatien, Tschechien, Ecuador, Ägypten, Guyana, Hong Kong, Indonesien, Kasachstan, Kirgistan, Macau, Malaysia, Marokko, Neuseeland, Paraguay, Rumänien, Serbien, Singapur, Südafrika, Suriname, Taiwan, Tunesien, Türkei, Uruguay, Usbekistan und Venezuela. Der globale Release für die restlichen Ländern wird weiterhin auf Winter 2024/2025 datiert. Auf der Thailand Game Show 2024 war Sonic Rumble vom 18. bis 20. Oktober 2024 vor Ort anspielbar.